# Dylan José Perera Plasencia
Dylan José Perera Plasencia (Santa Cruz de Tenerife, 12 de mayo de 2003) es un futbolista español que juega como mediapunta en el CD Tenerife de la Segunda División de España.

## Trayectoria
Nacido en Santa Cruz de Tenerife, Islas Canarias, Perera se formó en las categorías inferiores de la SD San José y se incorporó a la cantera del CD Tenerife. 
El 24 de octubre de 2020, hizo su debut con el CD Tenerife "C" en la liga Interinsular Preferente de Tenerife.
El 8 de noviembre de 2020, debutó con el CD Tenerife "B" en Tercera División , en una derrota por 1-2 ante el CD Mensajero. 
El 15 de diciembre de 2020, a la edad de 17 años, 7 meses y 3 días, Perera debutó con el primer equipo del Club Deportivo Tenerife, en la victoria a domicilio por 2-0 sobre el Sestao River Club en la Copa del Rey. 
En la temporada 2023-24, logra el ascenso con el CD Tenerife "B" a Segunda Federación.
El 26 de mayo de 2024, Perera logra debutar en la Segunda División de España, reemplazando a José María Amo al final del empate 1-1 en Segunda División contra el Burgos CF.

## Clubes
Actualizado al último partido disputado el 2 de febrero de 2025.
| Club            | País   | Año             | Partidos | Goles |
| --------------- | ------ | --------------- | -------- | ----- |
| CD Tenerife "B" | España | 2020-actualidad | 95       | 13    |
| CD Tenerife     | España | 2024-actualidad | 2        | 0     |